# Rimitantulus hirsutus
Rimitantulus hirsutus is een kreeftachtigensoort uit de familie van de Basipodellidae. De wetenschappelijke naam van de soort is voor het eerst geldig gepubliceerd in 1997 door Huys & Conroy-Dalton.